# İstanbulspor
Maillots
İstanbulspor Kulübü est un club turc de football basé à Istanbul.

## Historique
- 1926 : fondation du club sous le nom de Konstantinopel SK
- 1930 : le club est renommé İstanbulspor Külübü
- 1997 : le club atteint les demi-finales de la Coupe Intertoto, en étant battu par l'Olympique lyonnais

## Palmarès
- Championnat de Turquie de deuxième division
  - Champion : 1968
  - Vice-champion : 1995

- Championnat de Turquie de troisième division
  - Champion : 1992, 2017

- Championnat de Turquie de quatrième division
  - Champion : 2015

## Parcours
- Championnat de Turquie : 1958-1967, 1968-1972, 1995-2005
- Championnat de Turquie de deuxième dI vision : 1967-1968, 1972-1975, 1981-1984, 1992-1995, 2005-2008, 2017-
- Championnat de Turquie de troisième division : 1975-1979, 1984-1992, 2008-2010, 2015-2017
- Championnat de Turquie de quatrième division : 2010-2015

## Personnalités du club

### Anciens joueurs
| - Müslüm Aydoğan (en) - Emre Aşık - Pini Balili - Elvir Baljić - Elvir Bolić - Alioum Boukar - Alban Bushi - Gérson Caçapa - Oğuz Çetin - Tanju Çolak - Ümit Davala - Oktay Derelioğlu - Abdullah Ercan - Jean-Michel Ferri - Gralak | - Čedomir Janevski - Andre Ngole Kona - Uche Okechukwu - Ivaylo Petkov - Alioum Saïdou - / Oleg Salenko - Cemil Turan - Peter van Vossen - Sergen Yalçın - Mehmet Yıldız - Yıldo - Aleksandar Aleksandrov - / Mehmet Yozgatlı - Zdravko Zdravkov - Zeki Çelik |